# Кравченко, Егор Андреевич
Егор Андре́евич Кра́вченко (род. 25 января 2000, Москва) — российский хоккеист, нападающий.

## Карьера
Егор Кравченко начал заниматься хоккеем в столичных спортивных школах «Центр» при Москомспорте и «Динамо». В составе «динамовских» юниоров принимал участие в серии представительных международных турниров — "World Selects Invitational", которые проходили в различных, европейских городах и выступал на Открытом Чемпионате Москвы среди юношей своей возрастной категории. С 2014 года начал выступать в системе московского «Спартака». В 2016 году, в составе сборной Москвы, принял участие в традиционном турнире — кубок «Сириуса», который традиционно проходит в городе Сочи. Также, в 2016 году, впервые был вызван в состав «МХК Спартак», для участие в традиционном турнире памяти А.А.Костюченко, который проходил в белорусском городе Гомель.
В сезоне 2017/2018 дебютировал на профессиональном уровне в составе «МХК Спартак». В сезоне 2018/2019 впервые был вызван в состав основной команды красно-белых, с которым отправился на дальневосточный выезд по маршруту Владивосток — Хабаровск — Шанхай. Во второй выездной игре против хабаровского «Амура», которая состоялась 21 ноября, дебютировал в КХЛ. Также выходил на лёд и в следующей игре против китайского «Куньлунь Ред Стар», таким образом проведя два матча за основную команду в сезоне. Помимо выступлений за молодёжную команду привлекался к играм ВХЛ за аффилированный клуб — воскресенский «Химик».